# Brazi (Prahova megye)
Brazi község Prahova megyében, Munténiában, Romániában. A hozzá tartozó települések: Bătești, Brazii de Jos, Brazii de Sus, Negoiești, Popești és Stejaru. A községközpont Brazii de Sus.

## Fekvése
A megye délnyugati részén található, a megyeszékhelytől, Ploieștitől, tizenöt kilométerre délre, a Prahova folyó és a Leaot patak mentén.

## Története
A községet alkotó falvak közül Bătești és Negoiești településekről maradtak fent a legkorábbi írásos emlékek, a 15. század elejéről.
A 19. század végén a mai község területén több község is osztozott.
- Brazi község Brazii de Sus valamint Brazii de Jos falvakból állt, összesen 600 lakossal. A községnek volt egy iskolája, mely 1889-ben nyitotta meg kapuit valamint egy temploma. A község híres volt a fazekasairól, akik főleg Ploiești piacain árulták termékeiket. 1924-ben Brazi de Sus faluban külföldi befektetők üveggyárat építettek. A gyárat 1948-ban államosították, ezen időszakban mintegy 200 munkás dolgozott itt, főleg Brazi, Bătești valamint Popești községekből. 1872. szeptember 13-án adták át a forgalomnak Brazi vasútállomását a Bukarest-Ploiești útvonalon.
- Bătești község Crivina járás része volt és Bătești valamint Moara-Cătunul (a mai Moara) falvakból állt, 767 lakossal. A község tulajdonában volt egy templom, mely a feljegyzések szerint 1841 előtt épült.
- Negoești község Târgșorul járáshoz tartozott és Zahanaua, Găvana (később elnéptelenedett), Negoești valamint Stejaru falvakból állt, 940 lakossal. A községben volt egy iskola, mely 1890-ben nyitotta meg kapuit, és három templom. A Stejaru faluban található Szentháromság templomot 1834-ben építtette Safta Brâncoveanu, melyet 1888-ban felújítottak.
- Popești községnek 448 lakosa volt. Az itt található templomot Olimpia Lahovari építtette. 1890-ben Albert Paner mérnök épített itt egy vízimalmot, Emanoil Eahovan földbirtokos számára.

1925-ös évkönyv szerint Brazi község Moara, Brazii de Jos és Brazii de Sus falvakból állt, lakossága 2896 fő volt.
1934 áprilisában egy olajfinomító építését kezdték el a község területén, melyet 1935. június 15-én állítottak szolgálatba. A második világháború során a bombázások során súlyos károkat szenvedett. 1948-ban államosították. Az 1989-es rendszerváltó forradalmat követően jelentős befektetéseknek köszönhetően az ország egyik legnagyobb olajfinomítójává vált.
1950-ben közigazgatási átszervezés alapján, Brazi község a Prahova-i régió Ploiești regionális városának az irányítása alá került, majd 1952-ben a Ploiești régióhoz csatolták.
1968-ban ismét megyerendszert vezettek be az országban, a község az újból létrehozott Prahova megye része lett. Ekkor alakították ki a mai határait, hozzácsatolták a megszüntetett Popești község területét valamint az ugyancsak felszámolt Bătești és Negoești községek egy részét.

## Lakossága
| Nemzetiségek     | 2002 | 2002   |
| ---------------- | ---- | ------ |
| Románok          | 8539 | 99,88% |
| Törökök          | 4    | 0,04%  |
| Magyarok         | 2    | 0,02%  |
| Németek          | 2    | 0,02%  |
| Csehek           | 1    | 0,01%  |
| Nem nyilatkozott | 1    | 0,01%  |
| Összesen         | 8549 | 100,0% |

## Külső hivatkozások
- Adatok a településről
- asociatiaturismprahova.ro Archiválva 2016. július 13-i dátummal a Wayback Machine-ben
- 2002-es népszámlálási adatok
- Marele Dicționar Geografic al României